# Грейхаунд Лайнс
„Грейхаунд Лайнс“ (на английски: Greyhound Lines, известна и само като Грейхаунд, в превод "Линии „Хрътка“"), е най-големият междуградски автобусен превозвач в Северна Америка.
„Грейхаунд“ обслужва 3100 маршрута (2200 от тях в САЩ, а останалите в Канада) и има 2400 автогари.
Създадена е в САЩ през 1914 г. и в Канада през 1929 г. Името на компанията идва от най-бързото куче в кучешките надбягвания - хрътката. Централата на компанията е в град Далас, щата Тексас в САЩ и в град Калгари, провинция Албърта в Канада.